# Вернер Родольфо Гройтер
Вернер Родольфо Гройтер або Вернер Гройтер (нім. Werner Rodolfo Greuter або нім. Werner Greuter; нар. 27 лютого 1938) — швейцарський ботанік.

## Біографія
Вернер Родольфо Гройтер народився у місті Генуя 27 лютого 1938 року.
Він навчався у Цюрихському університеті. З 1965 року Вернер Родольфо Гройтер працював у Ботанічному саду Женеви, де він залишався до 1978 року.
Він є членом Лондонського Ліннєївського товариства та Міжнародної асоціації по таксономії рослин. Вернер Родольфо Гройтер зробив значний вклад у ботаніку, описавши багато видів рослин.

## Наукова діяльність
Вернер Родольфо Гройтер спеціалізується на папоротеподібних та на насіннєвих рослинах.

## Наукові роботи
- Flora der Insel Kythera. 1967.
- Med. — Checklist. I. Pteridophyta. 1981.
- The flora of Psara (E. Aegean Islands, Greece). An annotated catalogue. In: Candollea 31, 1976, S. 192–242.

## Нагороди
- Золота медаль OPTIMA, 1998.
- Медаль пошани Theophrastus  Грецького ботанічного товариства, 2000.
- Почесний професор (Categoría Docente Especial de Profesor Invitado), Гаванського університету, 2004.